# Calcitonina
A calcitonina é um hormônio proteico composto por 32 aminoácidos. É produzido pelas células C da tireoide, também conhecidas como células parafoliculares, que estão em associação com as células epiteliais. Um aumento deste hormônio pode ocasionar hipocalcitonismo e é, na maioria das vezes, de origem nutricional.

## Funções
A calcitonina tem ação contrária ao paratormônio, hormônio produzido pelas paratireóides, a saber:
- Diminui a concentração de cálcio no sangue, portanto, contribui na regulação da Calcemia;
- Inibe a atividade dos osteoclastos e a absorção de Ca+2 nos intestinos;
- inibe a reabsorção de Ca+ pelas células dos túbulos renais
- Aumenta a fixação de cálcio e fosfato nos ossos.